# Thomas Barthel
Thomas Sylvester Barthel, född 4 januari 1923 i Berlin, död 3 april 1997 i Tübingen, var en tysk etnolog och epigrafiker, bäst känd för att ha kategoriserat de odechiffrerade rongorongoinskrifterna från Påskön. Barthel var också i mitten av 1900-talet aktiv med att försöka dechiffrera mayaskriften, den förkolumbianska, mesoamerikanska Mayakulturens skriftsystem.